# Famille von Heyden
Pour les articles homonymes, voir Heyden.
 (août 2024).
La famille von Heyden est une famille de la noblesse immémoriale de Poméranie. Elle avait jusqu'aux expropriations de 1945 des terres immenses et des châteaux en Poméranie-Occidentale, dans le Mecklembourg et dans la Marche de l'Ucker.

## Histoire
Les Heyden sont vraisemblablement issus du pays de Münster et du Mecklembourg, les premiers documents écrits datant du XIIIe siècle, lorsqu'ils s'installent en Poméranie. Un Tiedericus Paganus est mentionné en 1226, aïeul de Conrad Heyden (1233-1289). Heinricus Heyden fait partie des chevaliers de Barnim III le Grand en 1278. La forme germanisée du nom Paganus s'impose alors.
Le Heyden acquièrent les terres de Kartlow en bien féodal au tournant du XIIIe siècle et du XIVe siècle, avec les villages de Toitin, Below et Kalow. Après la Guerre de Trente Ans, la région est possession suédoise, puis appartient au royaume de Prusse à partir de 1720. Les Heyden agrandissent leurs domaines tout au long du XVIIIe siècle et du XIXe siècle. Ainsi Wichard Wilhelm von Heyden acquiert les terres et les villages de Leistenow, Buschmühl, Plötz et Bredenfelde. Chacun de ses cinq fils hérite d'un domaine en propre. Ils occupent les hauts postes de l'administration du district de Demmin et sont membres des parlements prussiens. Wilhelm von Heyden-Cadow est ministre de l'agriculture du royaume de Prusse.

## Armes

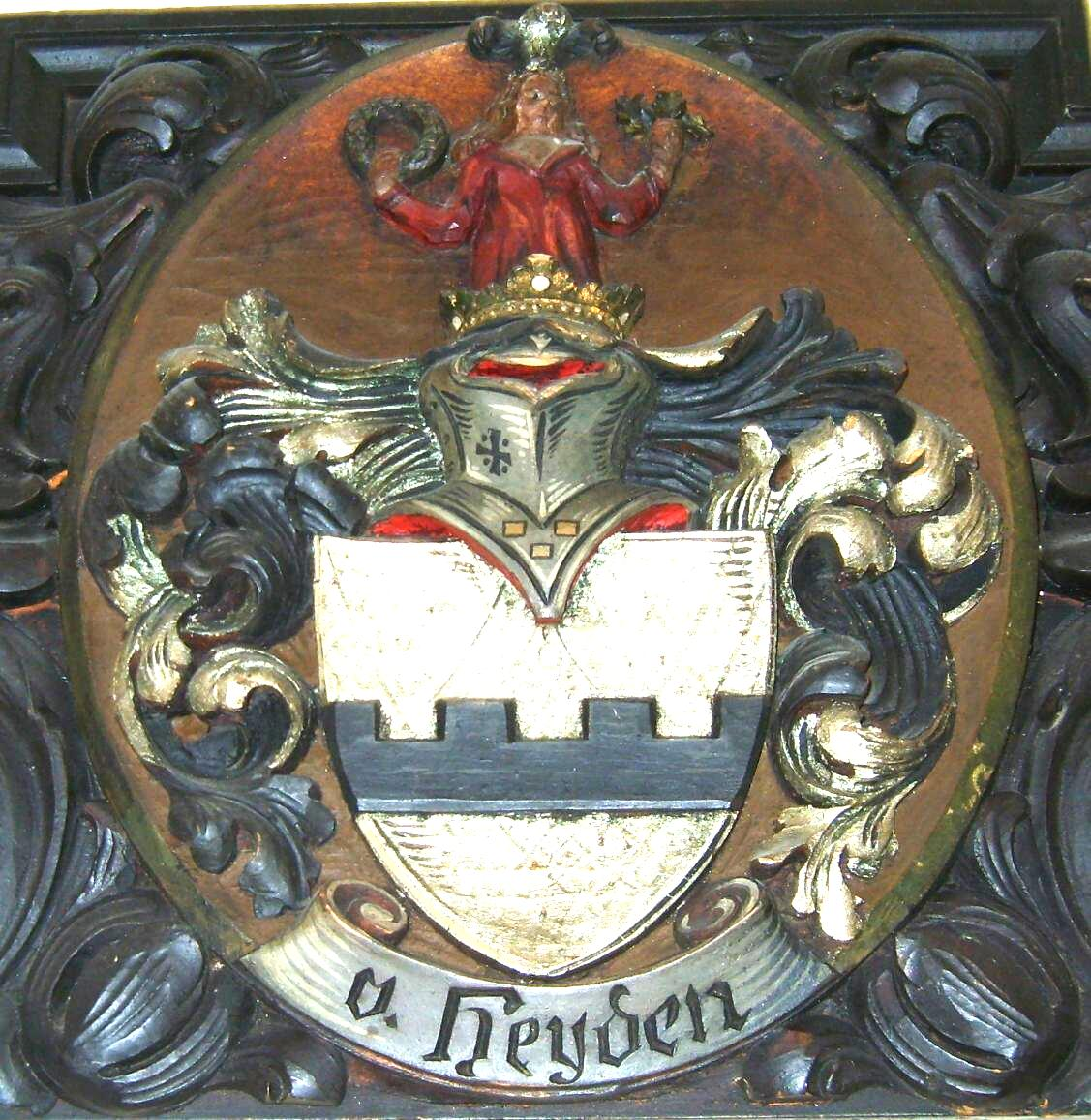
Les armoiries de la famille von Heyden.

## Heyden-Linden

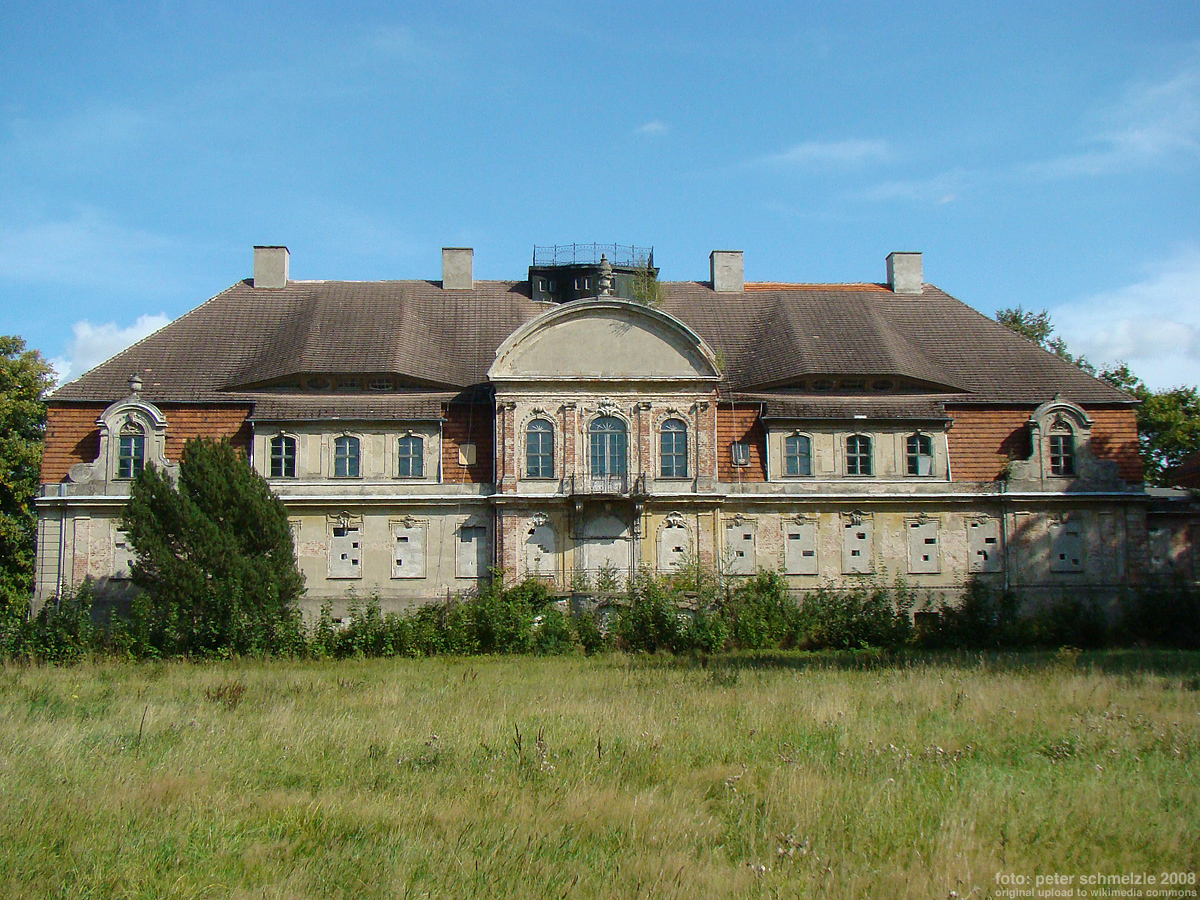
Manoir de Tützpatz

La branche des Heyden-Linden remonte à Friedrich von Heyden qui hérite à l'âge de treize ans des biens de la famille von Linden éteinte en 1785, grâce à la permission de Frédéric le Grand. Il unit alors le blason des Linden au sien. Son domaine se trouve à Tützpatz et des demeures sont construites à Lindenhof et Gehmkow. Il existe aussi une branche catholique de la famille, dont le domaine est à Marienloh, près de Paderborn et qui est issue de Bogislaw von Heyden-Linden.

## Personnalités

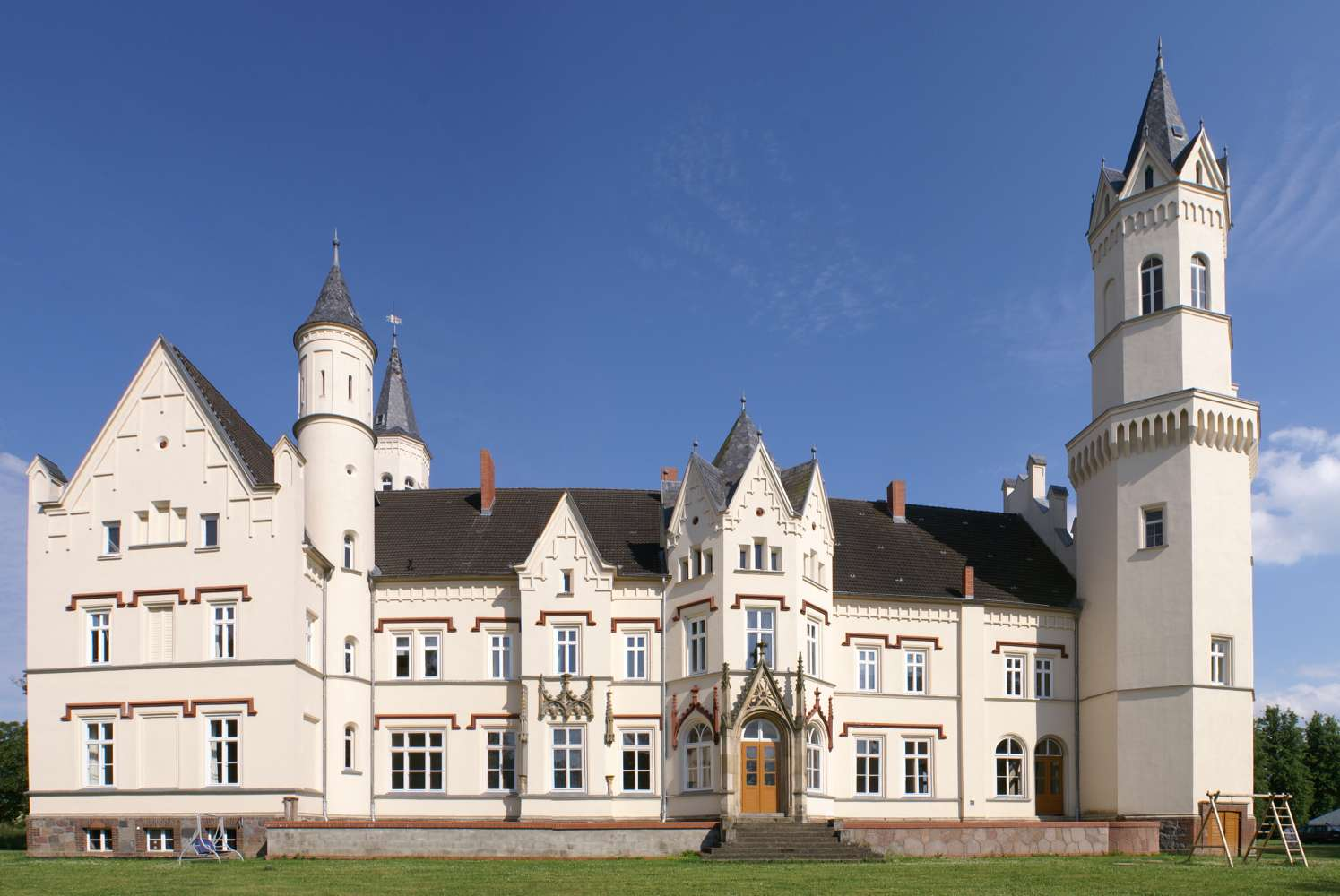
Vue du château de Kartlow

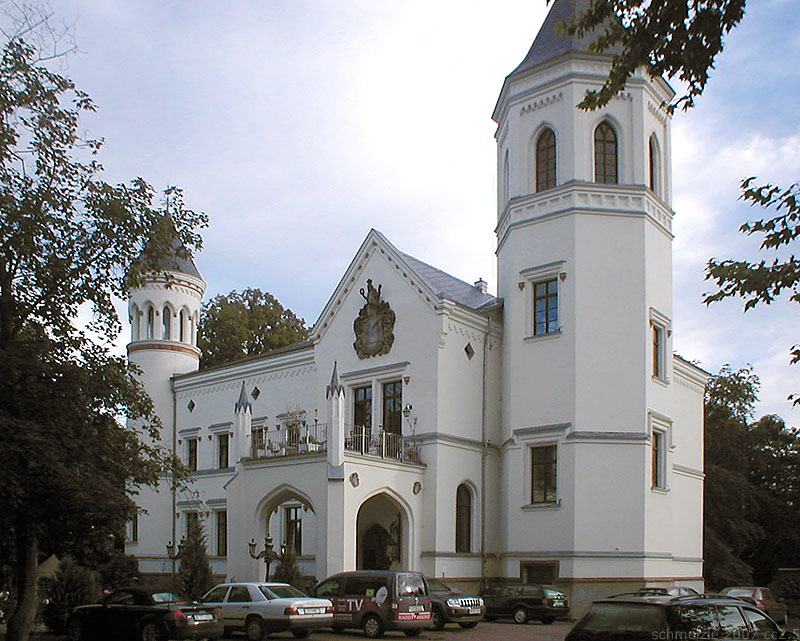
Vue du château de Bredenfelde

- Adam Werner von Heyden (de) (1852-1888), junker et administrateur de l'arrondissement de Demmin.
- Adolf von Heyden (de) (1847-1920), Junker et administrateur de l'arrondissement de Beeskow-Storkow (de) et de Demmin.
- Albrecht von Heyden-Linden (de) (1872-1946), membre du parlement provincial de Poméranie (de).
- Bogislav von Heyden-Linden (1853-1909), général, champion équestre et aide-de-camp de Guillaume II.
- Carl von Heyden-Linden (de) (1851-1919), membre de la chambre des seigneurs de Prusse.
- Dietrich von Heyden-Linden (de) (1898-1986), physicien.
- Ernst von Heyden-Leistenow (de) (1817-1859), membre du Pré-parlement.
- Ernst von Heyden-Leistenow (de) (1837-1917), junker et membre de la chambre des seigneurs de Prusse.
- Hermann von Heyden (de) (1810-1851), junker et administrateur de l'arrondissement de Demmin
- Ilse von Heyden-Linden (de) (1883-1949), peintre impressionniste.
- Ulrich von Heyden (de) (1873-1963), administrateur l'arrondissement de Prenzlau, d'Ueckermünde et membre de l'assemblée de la province de Brandebourg
- Wilhelm von Heyden-Cadow (1839-1920), homme politique prussien et ministre de l'agriculture.
- Wilhelm von Heyden-Linden (de) (1842-1877), junker et directeur de l'union provinciale de Poméranie.
- Woldemar von Heyden (de), junker et parlementaire.